# بلال النجارین
بلال النجارین (انگلیسی: Bilal El Najjarine؛ زادهٔ ۸ فوریهٔ ۱۹۸۱) بازیکن فوتبال اهل لبنان بود.
از باشگاه‌هایی که در آن بازی کرده‌است می‌توان به باشگاه ورزشی الفجیره امارات، باشگاه ورزشی النجمه لبنان، باشگاه فوتبال چرچیل برادرز، و باشگاه فوتبال الظفره اشاره کرد.
وی همچنین در تیم ملی فوتبال لبنان بازی کرده‌است.